# Acétate de plomb(II)
Pour les articles homonymes, voir Acétate de plomb.
L'acétate de plomb(II) est un composé chimique se présentant soit sous la forme d'une poudre blanche à incolore (anhydre), soit sous la forme d'un cristal incolore (forme trihydratée). Comme tous les composés du plomb il est toxique, et comme beaucoup d'entre eux, il a un goût sucré.
Il peut être obtenu en traitant le litharge (forme naturelle de l'oxyde de plomb(II), PbO) par l'acide acétique. L'acétate de plomb est soluble dans l'eau, et dans la glycérine. Avec l'eau, il forme des hydrates, dont le trihydrate d'acétate de plomb(II), Pb(CH3COO)2·3H2O, un cristal monoclinique efflorescent blanc.
L'acétate de plomb(II) est aussi connu sous le nom d'acétate de plomb, de diacétate de plomb, sucre de plomb, sucre de saturne, sel de Saturne, eau de Goulard ou encore poudre de Goulard (nommé d'après Thomas Goulard).
Ce composé est utilisé comme réactif pour former d'autres composés du plomb ou comme fixateur dans certaines teintures. À faible concentration, c'est le principal ingrédient de certaines teintures pour cheveux.
Dilué dans l'eau distillée et ramené à un PH7 par l'acide acétique, il prend le nom de réactif de Courtonne et permet de précipiter les constituants autres que le glucose pour mesurer le taux de sucre dans les urines.

## Usage historique
Comme les autres sels de plomb(II), l'acétate de plomb a un goût sucré, ce qui a incité à l'utiliser comme édulcorant à travers l'histoire. 
Dans la Rome antique, alors que d'autres édulcorants, comme le miel, étaient connus, on faisait bouillir du moût (jus de raisin) dans des récipients en plomb pour produire un sirop de sucre réduit appelé defrutum, qui était une nouvelle fois concentré en sapa. Ce sirop était notamment utilisé pour adoucir le vin ou pour adoucir et conserver les fruits. On suspecte l'acétate de plomb (et d'autres composés du plomb) d'être à l'origine de la mort par empoisonnement de nombreux consommateurs de ce sirop.
De nombreuses rumeurs ont couru sur la mort du pape Clément II en octobre 1047, sur un éventuel assassinat par empoisonnement au sucre de plomb. Un récent examen toxicologique a révélé effectivement un empoisonnement à l'acétate de plomb, mais rien ne permet d'affirmer qu'il a réellement été assassiné.
Au XVIIe siècle, le chimiste Nicolas Lémery indique comment le produire à partir de céruse et de vinaigre distillé (acide acétique). Le « sel de Saturne », comme il était appelé à cette époque, était utilisé en pommade pour les maladies de peau et en interne, il « est estimé très bon pour les squinancies [angines], pour arrêter le flux des menstrues, des hémorroïdes et les dysentéries » (Cours de chymie, 1675 (1757), p. 94).
En 1787, le peintre allemand Albert Christoph Dies avala, par accident, 21 grammes d'acétate de plomb. Il échappa à la mort, mais sa convalescence fut longue et incomplète. Il vécut malade jusqu'à sa mort en 1822.
Même si son usage était alors interdit, on soupçonne que le compositeur Ludwig van Beethoven est mort par un empoisonnement au plomb, causé par un vin frelaté à l'acétate de plomb,.
Mary Seacole l'utilisa, entre autres remèdes, contre une épidémie de choléra au Panama,.
L'acétate de plomb a aussi été utilisé pour traiter le sumac grimpant.
L'acétate de plomb, en raison de sa haute toxicité reconnue, ne semble plus utilisé comme édulcorant. Grâce aux techniques chimiques modernes, cette substance est facile à détecter, ce qui a permis de stopper totalement ou presque son utilisation illégale pendant les décennies qui ont suivi son interdiction.
Il fut aussi utilisé dans l’Antiquité pour se colorer les cheveux.
De grandes quantités de ce produit étaient encore en 2010 utilisées en France pour  mesurer la teneur en sucre du jus de
betterave (sous forme de « sous-acétate de plomb » ou d'« acétate de plomb basique »,  (n° CAS  301-04-2 ;  substance  classée cancérigène mutagène et reprotoxique (CMR). Il a été décidé par décret d'interdire cet usage au profit d'une alternative utilisant le sulfate d'aluminium octodécahydraté  (n° CAS 7784-31-8).